# 물안항
물안항(勿安港)은 경상남도 거제시 하청면 어온리, 칠천도 섬에 있는 어항이다. 1972년 2월 23일 지방어항으로 지정하여 관리하고 있다. 시설관리자는 거제시장이다.

## 어항 연혁
- 본래 물안개 또는 몰안개라 하였는데 이는 송진만에 접하는 칠천도(七川島)의 안개라는 뜻이며 선조(宣祖) 30年(1597) 정유재란(丁酉再亂)때 7月 14日~16日의 칠천량패전(漆川梁敗戰)으로 몰살 되었다는 뜻인지도 모른다. 그러나 서북에 구등산이 막아 바다가 잔잔하여 편안한 갯마을 물안이다.

## 어항 시설
- 방파제 115m, 물양장 70m

## 주요 어종
- 도다리, 숭어, 굴